# Yamaha FZR1000
FZR1000 Genesis – japoński motocykl firmy Yamaha zaprezentowany w roku 1987.

## Dane techniczne
| Marka i model                 | FZR1000 Genesis EXUP                      |
| ----------------------------- | ----------------------------------------- |
| Lata produkcji                | 1987-1996                                 |
| Rozstaw osi (mm)              | 1460 mm                                   |
| Waga pojazdu / całkowita (kg) | 236 / (420) kg                            |
| Rozmiar kół motocykla (mm)    | P: 120/70 ZR17 - T: 180/55 ZR17           |
| Pojemność skok. (cm³)         | 1002 cm ³                                 |
| Typ silnika                   | R4-20v DOHC                               |
| Skrzynia biegów (M/A)         | 5-biegowa sekwencyjna (S)                 |
| Stopień sprężania             | 11,5 : 1                                  |
| Moc kW (KM)                   | 108kW (145KM) przy 10000 obr / min.       |
| Maks. moment obrotowy         | 108Nm przy 8500 obr / min.                |
| Osiągi (s)                    |                                           |
| 0-100km/h (s)                 | 2,9 s                                     |
| 0-200km/h (s)                 | 8,9 s                                     |
| Prędkość maksymalna (km/h)    | 273,4 km/h                                |
| Ekonomika (l)                 | Trasa - 6 L / Mieszana 7 L / Miasto 8,8 L |
| Zbiornik paliwa (l)           | 19,0 + 4,0 (rezerwa) L                    |